# Pammerhöhe

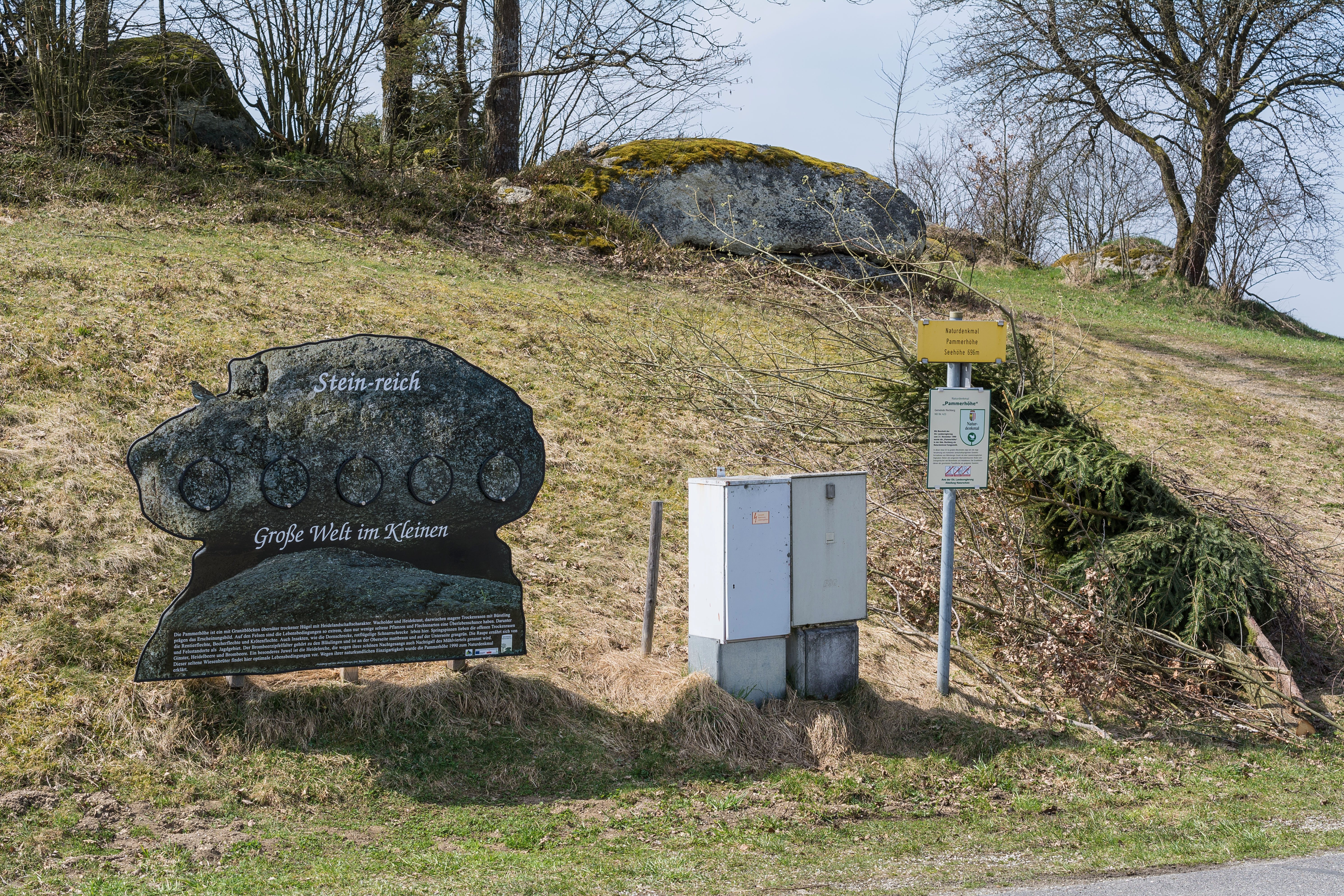
Die Pammerhöhe

Das Naturdenkmal Pammerhöhe ist eine Geländekuppe auf dem Gemeindegebiet von Rechberg im Naturpark Mühlviertel in Oberösterreich auf 700 m ü. A.

## Beschreibung
Die Geländekuppe tritt einerseits durch die darauf wachsende Vegetation und andererseits durch die landschaftsprägende Gesteinsformation als besonderes Gebilde im Landschaftsbild in Erscheinung.
Als Naturdenkmal ausgewiesen ist seit 1990 ein 5.131 Quadratmeter großer Bereich, der als ein für das untere Mühlviertel typischer Landschaftsteil bezeichnet werden kann. Solche Gebilde sind durch Entsteinungsmaßnahmen und landwirtschaftliche Intensivnutzung stark gefährdet.
Beim Bewuchs des Trockenstandortes handelt es sich um Bestände an Erika und Heidelbeere, der einmal jährlich gemäht wird. Wacholder, Salweide, Hasel und Birke dominieren. Vereinzelt gibt es auch Eschen, Eiche, Fichten, Himbeere, Brombeeren und Heckenrose.
Das vorhandene Gestein ist durchwegs grobkörniger wollsackverwitterter Weinsberger Granit.